# Eufriesea simillima
Eufriesea simillima là một loài Hymenoptera trong họ Apidae. Loài này được Moure & Michener mô tả khoa học năm 1965.